# Nova holandska vodna obrambna linija
Nova holandska vodna obrambna linija (NHW) je pomembna obrambna linija v nizozemski zgodovini. Vodna obrambna linija je zaščitila velik del Holandije in mesto Utrecht. Vodna obrambna linija je bila v uporabi od 1870 do 1945.
Nova nizozemska vodna obrambna linija je nadomestila (staro) nizozemsko vodno obrambno linijo iz poznega 17. stoletja in je dobila to novo ime od leta 1871. Pomembna razlika med staro in novo linijo je v tem, da je bilo mesto Utrecht dodatno vključeno v linijo.
Vodna linija je potekala vzhodno in južno od holandskih mest, dolga je bila 85 kilometrov in široka od 3 do 5 kilometrov. S 46 utrdbami se je linija raztezala od otoka Pampus v Zuiderzeeju do Biesbosha. Poleg tega je linija sestavljena iz petih utrjenih mest Muiden, Weesp, Naarden, Gorinchem in Woudrichem.   Velika zgodovinska vrednost je privedla do vpisa na Unescov seznam svetovne dediščine (1995, počaščen leta 2021);  in seznam državnih spomenikov (2009) ter status nacionalne krajine (2005).

## Predispozicija
Prve skice za novo holandske vodne obrambne linije so s konca osemnajstega stoletja. Cornelis Krayenhoff, direktor holandskih utrdb iz leta 1796, je zagovarjal premik stare holandske vodne obrambne linije proti vzhodu, tako da bi vanjo vključili tudi Utrecht. Po vključitvi v francosko cesarstvo se je izkazalo, da se Napoleon Bonaparte zanima za ta načrt, saj bi omogočil dobro obrambo strateško pomembnega mesta Amsterdam. Vendar do uresničitve ni prišlo. Po padcu Napoleona so se projekta ponovno lotili in leta 1815 se je kralj Viljem I. odločil za njegovo izvedbo.
Gradnja je trajala kar nekaj časa. Celoten kompleks zapornic, utrdb in drugih del, načrtovanih leta 1815, je bil dokončan šele okoli leta 1870. V naslednjih letih so utrdbe predvsem zaradi tehničnega razvoja na področju topništva in streliva prenavljali vse do mobilizacije leta 1939.
Čeprav so bile utrdbe najbolj »vidni« deli vodne obrambne črte, je bilo delovanje črte odvisno predvsem od skladnosti med različnimi deli. Majhna zapora ali nasip je lahko bistven del, saj je moral zagotavljati natančno regulacijo poplavne gladine.
V tem kontekstu ne smemo pozabiti na ime hidrotehnika Jana Blankena (1775-1838), ki je v liniji uporabil prej zasnovano ventilatorsko zaporo. To je omogočilo tudi odpiranje vrat zapornic proti pritisku vode.

## Linija
Proga poteka od Zuiderzee do Biesbosch. Linijo sestavljajo predvsem območja, ki so lahko poplavljena. Kot pri vsaki vodni liniji je bil namen ustvariti vsaj nekaj kilometrov široko poplavljeno območje po vsej dolžini, ki bi bilo poplavljeno do globine od 30 do 60 centimetrov: pregloboko za napredovanje pehote, a preplitko za normalne žile. Glede na razlike v nivoju zemljišč je to zahtevalo kompleksen sistem »podvodnega upravljanja«. Območje, ki bo poplavljeno, je bilo razdeljeno na mrežo podobmočij z drobnimi mrežami.
Nova holandska vodna obrambna linija je bila zaradi vojnih groženj v celoti ali delno poplavljena skupno štirikrat: leta 1870 (francosko-pruska vojna), v obdobju 1914-1918 (prva svetovna vojna), v letih 1939-1940 in leta 1944-1945 (druga svetovna vojna). Zaradi uporabe letal v vojskovanju, ki so jih leta 1940 prvič uporabili na Nizozemskem, se je izkazalo, da obramba ni več zadostovala. Kljub temu so Nemci proti zavezniškemu napredovanju izkoristili tudi poplavna območja.
Večina nove holandske vodne obrambne linije je še vedno nedotaknjena. Skoraj vse utrdbe so še vedno tam. Vendar pa so poplavne ravnice močno prizadete. Na strateško odprtost so močno vplivali urbanizacija, sajenje dreves in gradnja infrastrukture. Nekatere utrdbe so propadle, druge so bile (do neke mere) obnovljene. Številne se uporabljajo za druge namene, od gostinstva ali kulture do centra za usposabljanje mobilnih enot. Nekateri nasipi, kot je Diefdijk, imajo še vedno funkcijo omejevanja posledic nenamernega preboja nasipa.

## Trdnjave
Utrdbe so gradili na mestih, kjer poplavljanje ni bilo mogoče, ali na mestih, kjer so ceste prečkale črto. Vsaka utrdba, ki je bila zgrajena, je bila prilagojena posebnim zahtevam pokrajine na tem mestu. Zato je skoraj vsaka utrdba edinstvena zgradba, razen dvojnikov Fort Kijkuit in Fort Spion. Tudi utrdba pri Tienhovnu je podobna prej omenjenim delom, vendar zgrajena v zrcalni podobi. Poleg tega sta stražarnici odporni na bombe Fort Blauwkapel in Vossegat enaki.
Poplavljena območja so bila glavni del obrambe. Sovražne čete, ki bi se približevale skozi vodo, bi odbile s ploščatimi barkami, opremljenimi z lahkimi topovi; imenovani razlagalci . Utrdbe so služile za obrambo šibkih točk v liniji (pristopov) in za zaščito inundacijskih zapor, ki so prepuščale vodo in s katerimi so uravnavali vodostaj.

## Sajenje dreves
Veliko pozornosti so posvetili zasaditvi. Na utrdbi in okoli nje so imela drevesa in grmi štiri funkcije. Rastline z obsežnim koreninskim sistemom so bile posajene, da bi omejili učinek granatnih udarov. Korenine so držale zemljo in ohranjale pokritost. Ob trdnjavskem jarku so bile postavljene trnove žive meje, ki so imele učinek bodeče žice, ki bi ovirala napad pehote. Za to so pogosto uporabljali glog in vbovec . Drevesa so imela tudi nalogo zmanjševanja pogleda na utrdbo oziroma kot kamuflažo in so bila večinoma posajena na zadnji strani utrdbe. V ta namen so se uporabljali predvsem bela vrba, kostanj in topol. Ta drevesa so utrdbam dala temno ozadje, ki je zameglilo obrise in jih naredilo manj vidne sovražniku. Končno so bila drevesa za sajenje. Posekali so jih, da so naredili palisade in drugo obrambo. Veje polardove vrbe so bile uporabljene za krepitev parapetov. Drevesa na dovoznih cestah so bila posekana in so padala po cestišču ter ovirala sovražnikovo napredovanje. Imel je to pomanjkljivost, da so drevesa in grmičevje ovirali pogled na sovražnika in na ognjeno polje. Med prvo svetovno vojno so številne rastline posekali ali izkrčili, da bi to izboljšali.

## Prilagoditve
Zaradi zemeljskih zidov in lahkega topništva je bila nova holandska vodna obrambna linija šibka. Zaradi sprememb v topništvu okoli leta 1860 in v francosko-pruski vojni 1870-1871 se je izkazalo, da linija ni nudila zadostne zaščite. Linija je bila zato večkrat prilagojena, da bi izpolnila zahteve glede odpornosti na izboljšave topništva in streliva (vključno z izumom visokoeksplozivne granate). Pri Utrechtu je bila linija razširjena proti vzhodu z izgradnjo vrste novih utrdb: Hemeltje, Vechten, Rijnauwen, Hoofddijk, Ruigenhoek in Gagel. Ti so prevzeli nalogo Lunet na Houtense Vlaktu, Fort Vossegatu in Fort aan de Klopu.
Zaradi sprememb dometa topništva so zadostovale razdalje med utrdbami, ki so bile zgrajene, 2 do 3 km. To je omogočilo medsebojno obrambo sosednjih utrdb. Med utrdbami so bili zgrajeni manjši objekti, kot so baterije, skladišča in kritje za čete.
Tudi predna linija je bila skozi čas večkrat prilagojena – nazadnje v začetku leta 1940. Zadnje prilagoditve so bile vgradnja betonskih kazematov in skupinskih zaklonišč. Dela so še vidna v pokrajini, vendar je potrebno poznavanje lokacije, saj jih sicer zlahka spregledamo.
Utrdbe so bile zgrajene čim nižje in so nepazljivemu mimoidočemu videti kot rahla vzpetina v pokrajini, običajno pa so jih zarasla drevesa in grmičevje. Spredaj so bili prekriti z več metrov debelo plastjo zemlje, ki je bila namenjena absorbiranju udarcev sovražnikove artilerije. Arhitekturni del (na zadnji strani) je pogosto deloma pod nivojem tal in je viden le od blizu. V zadnjih letih so na večini utrdb postavili informativne table, ki mimoidočega opozarjajo na posebnost te vzpetine.

## Spomeniška dediščina spomeniško zavarovana

### Svetovna dediščina
Novo holandsko vodno obrambno linijo je Nizozemska leta 1995 dodala na Unescov začasni seznam svetovne dediščine. Za končno uvrstitev na seznam svetovne dediščine je bila potrebna jasnost o tem, kako želi nizozemska vlada zaščititi linijo. Več kot dve desetletji in pol pozneje, 26. julija 2021, je bila vodna obrambna linija končno dodana na seznam svetovne dediščine. To zadeva razširitev obrambne črte Amsterdama. Svetovna dediščina se nadaljuje pod imenom "holandske vodne obrambne linije". 

### Nacionalna krajina
Leta 2005 je Ministrstvo za stanovanja, prostorsko načrtovanje in okolje vodno obrambno linijo razglasilo za nacionalno krajino (velikost 41.984 ha). Območje ima ta status zaradi skladnega sistema utrdb, nasipov, kanalov in inundacijskih bazenov, zelenega in pretežno mirnega značaja ter odprtosti.

### Državni spomenik
Za začetek so utrdbe individualno zaščitene kot državni spomeniki. V mnogih primerih je na in/ali okoli vsake utrdbe celo več delov, ki so ločeno vpisani v register državnih spomenikov. To zadeva same utrdbe in tako imenovane vmesne položaje; vrsto del med dvema utrdbama, da bi "zaprli" to vrzel. Pogosto so sestavljeni iz obrambnih del, kot so skupinska zaklonišča na eni strani in deli poplavnega sistema, kot so kanali in poplavne zapornice, na drugi strani.
27. septembra 2009 je minister Ronald Plasterk iz OCW v Utrechtu napovedal, da bo nova holandska vodna obrambna linija kot taka uvrščena na seznam nacionalnih spomenikov; torej poleg delov, ki so že bili spomeniki. Zdaj je linija kot celota zaščitena, vključno s stotinami bunkerjev, zapornic, nasipov in utrjenih mest. Po novem pristopu k varstvu državnih spomenikov je po novem mogoče varovati tudi okolico spomenikov. To velja za krajine, kanale in nasipe ter ima omejevalni vpliv na gradbene načrte za stanovanjska območja in avtoceste na tem območju, vključno z načrti za novo avtocesto okoli Utrechta.

## Večja prenova
Februarja 2008 je bilo sklenjeno prenoviti novo holandsko vodno obrambno linijo. Namenili so znesek v višini 150 milijonov evrov. Ta sporazum je določen v Paktu iz Rijnauwena. Vlada, province, občine, vodni odbori in lastniki območij so se strinjali, da bodo prenovili različne utrdbe ter zgradili različne kolesarske in sprehajalne poti. 

## Seznam utrdb in drugih utrjenih objektov

### Izpostave v Naardnu
- Utrdba Ronduit
- Trdnjava Naarden
- Baterije pri Karnemelkslootu
- Ofenziva za Naarden
- Pehotni položaj Francoski tabor (zgrajen med 1914 in 1918)

### Severno od Leka
- Utrdba na Pampusu
- Trdnjava Muiden
- Grad Muiden z obzidjem
- Zahodna baterija in Utrdba Muizen, Muiden
- Trdnjava Weesp s stolpno trdnjavo na trgu Ossenmarkt
- Baterija Roskam (popolnoma izginila)
- Utrdba pri Uitermeerju
- Utrdba Hinderdam
- Utrdba Kijkuit
- Utrdba Spion
- Utrdba Nieuwersluis
- Baterija na zahodnem bregu Vechta (popolnoma izginila)
- Utrdba pri Tienhovnu (reduta na Tienhovense Vaart)
- Delo v Maarsseveenu
- Utrdba aan de Klop
- Utrdba De Gagel
- Utrdba na Ruigenhoekse Dijk
- Utrdba Blauwkapel
- Utrdba na Voordorpse Dijk
- Utrdba na Biltstraat
- Delo pri Griftensteinu
- Dela na Hoofddijku
- Utrdba Vossegat
- 4 lunete na nižini Houtenski
- Pokrite javne ceste okoli Utrechta (skoraj popolnoma izginile)
- Utrdba blizu Rijnauwena
- Pehotni položaj med Rijnauwenom in Vechtnom (zgrajen med 1914 in 1918)
- Utrdba pri  Vechtenu
- Utrdba pri 't Hemeltje
- Baterije na Overeindseweg
- Plofsluis v kanalu Amsterdam-Ren
- Utrdba Jutphaas
- Utrdba Vreeswijk
- Delo na Waalse Wetering
- Baterija na severnem Lekdijku (porušena)
- Fort Honswijk (Fort Willem II), Honswijk (Houten)
- Luneta aan de Snel
- Pokrita občinska cesta v Fort Honswijku
- Delo na Korte Uitweg
- Dela na Groenewegu (zgrajena med 1914 in 1918)

### Južno od Leka
- Baterije na južnem Lekdijku
- Utrdba Everdingen
- Pehotni položaj za Fort Everdingen (zgrajen med 1914 in 1918)
- Delo na Spoolu
- 3 topovski bunkerji za Diefdijkom
- Delo na železnici v Diefdijku
- Baterija na Diefdijku (porušena)
- Črpališče in zapornica "De Oude Horn"
- Baterije na Meerdijku
- Utrdba Asperen
- Orožarna blizu Asperena
- Baterija na Nieuwe Lingedijk
- Utrdba pri Herwijnenu (utrdba pri Nieuwe Steeg)
- Utrdba Vuren
- Baterije pri Dalemu
- Utrditev Gorinchem (z Dalempoortom ) [2]
- Baterija pri Broekse Sluis
- Baterija pri Krinkelwinklu

### Bommelerwaard
- Grad Loevestein
- Baterija pod Brakelom
- Baterija pod Poederoijenom
- Topovski položaji na jezu v Maasu (ni več)

### Dežela Altena
- Trdnjava Woudrichem
- Utrdba pri Giessenu
- Baterija v Postweideju pri Woudrichemu (popolnoma izginila)
- Utrdba na Uppelse Dijk (Utrdba Altena)
- Baterija za Utrdbo na Uppelse Dijku (popolnoma izginila)
- Delo na Bakkerskilu
- Papsluis
- Utrdba pri Steurgatu

### Utrdba Pannerden
- Od leta 2005 je tudi Utrdba Pannerden v občini Lingewaard del nacionalnega projekta nove holandske vodne obrambne linije.

## Slike
- Delo v Maarsseveenu
- Utrdba na Voordorpse Dijku
- Utrdba Lunet I.
- Plofsluis pri Nieuwegeinu
- Utrdba Honswijk blizu Schalkwijka
- Liniepont - Trajektna linija čez Lek med Werk aan het Spoel, Werk aan de Groeneweg in Fort Everdingen
- Lovilec nabojev pri Werk aan het Spoel
- Skupinsko zatočišče v bližini prehoda A2 skozi Diefdijk
- Delo na železnici v Diefdijku pri Leerdama
- Delo na Bakkerskil, pri Nieuwendijku
- Papsluis se nahaja na Kildijk Nieuwendijku
- Utrdba pri Steurgatu

## Fotografije iz zraka
- Grad Muiden; 1946
- Trdnjava Muiden; 1977
- Utrdba pri Uitermeerju; 1977
- Utrdba Nieuwersluis; 1977
- Utrdba pri Rijnauwenu; 1977
- Delo pri Griftensteinu, foto Oddelek za letalstvo, 1920-1940
- Lunete; 1977
- Utrdba pri Vechtenu; 1977
- Utrdba Honswijk; 1977
- Utrdba Everdingen; 1977
- Grad Loevestein; 1977
- Baterija pri Poederoijenu, foto Letalski oddelek, 1920-1940